# Caci figurati
I caci figurati sono formaggi tipici prodotti in Sicilia, nella zona dei monti Nebrodi e nella provincia di Palermo, particolarmente nel comune di Contessa Entellina. La loro caratteristica principale, che li accomuna all'Ainuzzi, è la loro forma che riproduce animali come cavalli, galline, cervi o altri.,
Si tratta di un prodotto tradizionale inserito nella lista dei prodotti agroalimentari tradizionali italiani (P.A.T) del Ministero delle politiche agricole alimentari e forestali (Mipaaf).

## Produzione
I caci figurati sono formaggi di latte vaccino a pasta filata. Questi formaggi seguono lo stesso processo di caseificazione della provola dei Nebrodi, da cui differiscono solo dopo la fase della filatura, dove il casaro, in modo artistico plasma con la pasta casearia le diverse figure di animali. In seguito vengono messi in salamoia satura per la salatura.

## Caratteristiche
Le piccole forme riproducono gli animali della cultura agricolo-pastorale come cavalli, bovini ovini e animali da cortile, ma anche animali dei boschi siciliani dei monti Nebrodi come cervi e daini. La sottile crosta è gialla paglierino tendente all'ambrato. La pasta è bianca tendente al paglierino, di consistenza morbida e compatta. Il sapore è dolce e delicato. Le loro ridotte dimensioni portano a un peso che di solito si aggira sul 0,5 Kg. La loro rilevanza in ambito culinario è decorativa e sono usati spesso come doni speciali in occasioni celebrative.